# Saltos ornamentais no Campeonato Europeu de Esportes Aquáticos de 2018 - Evento por equipe
A prova do evento por equipe dos saltos ornamentais no Campeonato Europeu de Esportes Aquáticos de 2018 ocorreu no dia 6 de agosto no Royal Commonwealth Pool, em Edimburgo no Reino Unido. 

## Calendário
| Fase  | Data        | Hora  |
| ----- | ----------- | ----- |
| Final | 6 de agosto | 12:00 |

Todos os horários estão no horário local (UTC+0)

## Medalhistas
| Ouro                                   | Prata                                   | Bronze                                        |
| Ucrânia · Oleh Kolodiy · Sofiia Lyskun | Alemanha · Lou Massenberg · Maria Kurjo | Rússia · Yulia Timoshinina · Evgeny Kuznetsov |

## Resultados
Esses foram os resultados da competição. 
| Pos.              | Nacionalidade | Saltadores                         | Pontos | Pontos | Pontos | Pontos | Pontos | Pontos | Pontos |
| Pos.              | Nacionalidade | Saltadores                         | T1     | T2     | T3     | T4     | T5     | T6     | Total  |
| ----------------- | ------------- | ---------------------------------- | ------ | ------ | ------ | ------ | ------ | ------ | ------ |
| Medalha de ouro   | Ucrânia       | Oleh Kolodiy Sofiia Lyskun         | 47.00  | 46.00  | 68.00  | 57.40  | 70.30  | 67.20  | 355.90 |
| Medalha de prata  | Alemanha      | Lou Massenberg Maria Kurjo         | 39.00  | 45.00  | 68.80  | 67.50  | 67.20  | 65.10  | 352.60 |
| Medalha de bronze | Rússia        | Yulia Timoshinina Evgeny Kuznetsov | 43.00  | 73.50  | 63.55  | 89.30  | 35.20  | 45.00  | 349.55 |
| 4                 | Reino Unido   | James Heatly Robyn Birch           | 50.00  | 41.00  | 76.50  | 45.00  | 68.25  | 62.40  | 343.15 |
| 5                 | Itália        | Noemi Batki Giovanni Tocci         | 39.00  | 48.00  | 56.00  | 74.80  | 42.00  | 64.60  | 324.40 |
| 6                 | Bielorrússia  | Vadim Kaptur Alena Khamulkina      | 47.00  | 42.00  | 58.50  | 68.80  | 55.50  | 45.90  | 317.70 |
| 7                 | Suécia        | Ellen Ek Vinko Paradzik            | 37.00  | 38.00  | 54.60  | 43.20  | 55.50  | 42.00  | 270.30 |